# Gülitz-Reetz
Gülitz-Reetz é um município da Alemanha, situado no distrito de Prignitz, no estado de Brandemburgo. Tem 24,27 km² de área, e sua população em 2019 foi estimada em 456 habitantes.